# Raphitoma pseudohystrix
Raphitoma pseudohystrix là một loài ốc biển, là động vật thân mềm chân bụng sống ở biển thuộc họ Conidae.

## Phân bố
- các vùng nước thuộc châu Âu[2]
- Grecian Exclusive Economic Zone[2]